# منتخب تركيا لكرة السلة على الكراسي المتحركة للسيدات
منتخب تركيا لكرة السلة على الكراسي المتحركة للسيدات هو ممثل تركيا الرسمي في المنافسات الدولية في كرة السلة على الكراسي المتحركة للسيدات .

## طالع أيضًا
- منتخب تركيا لكرة السلة على الكراسي المتحركة للرجال